# Stadion Miejski w Iławie
Stadion Miejski w Iławie – stadion piłkarski. Na tym stadionie rozgrywa swoje spotkania Jeziorak Iława.

## Dane techniczne obiektu
| Dane techniczne         | Dane techniczne |
| ----------------------- | --------------- |
| Wymiary boiska          | 102 × 68 m      |
| Pojemność stadionu      | 5000 miejsc     |
| Ilość miejsc siedzących | 4200 miejsc     |
| Sektor gości            | Jest            |
| Oświetlenie             |                 |
| Podgrzewana murawa      |                 |
| boiska treningowe       | 2               |